# Matías Osadczuk
Matías Osadczuk (Buenos Aires, 22 de abril de 1997) es un jugador argentino de rugby especializado en rugby 7 que se desempeña como medio scrum. Iniciado en el Club SITAS Sociedad Italiana de Tiro al Blanco, de su ciudad natal, formó parte de la Selección de rugby 7 que ganó la medalla de bronce en los Juegos Olímpicos de Tokio 2020. Integró también la Selección argentina de rugby 7 que participó en los Juegos Panamericanos de 2019 donde obtuvo la medalla de oro. En 2018 fue elegido por la World Rugby para integrar el «equipo ideal».

## Carrera deportiva
Matías Osadczuk se formó como jugador de rugby en el Club SITAS Sociedad Italiana de Tiro al Blanco, de la ciudad de El Palomar. En 2017 fue convocado para integrar la Selección de rugby 7, siendo elegido por la World Rugby como «novato del año». Al año siguiente fue elegido por la misma organización para integrar el seleccionado mundial ideal de seven.
En 2019 integró la selección nacional que compitió en los Juegos Panamericanos donde obtuvo la primera medalla de oro en la disciplina.
En 2020 se consagró como máximo anotador de tries en el Circuito Mundial de Seven 2019/2020 y fue elegido como el «jugador a mirar de Argentina», en la guía previa del Comité Olímpico Internacional a los Juegos Olímpicos de Tokio 2020.
En 2021 formó parte de la Selección que ganó la medalla de bronce en los Juegos Olímpicos de Tokio 2020 tras vencer a Gran Bretaña 17-12.
| Club                                      | País      | Tipo    |
| ----------------------------------------- | --------- | ------- |
| SITAS Sociedad Italiana de Tiro al Blanco | Argentina | Amateur |

## Palmarés
- Medalla de oro en los Juegos Panamericanos de 2019[5]
- Medalla de bronce en los Juegos Olímpicos de Tokio 2020[6]